# Fritz Höffler
Fritz Höffler (Lebensdaten unbekannt) war ein deutscher Fußballspieler.

## Karriere

### Vereine
Höffler gehörte dem FV Kaiserslautern an, für den er in den vom Verband Süddeutscher Fußball-Vereine organisierten Meisterschaften die Saison 1911/12 und 1912/13 als Stürmer im Westkreis, eine von vier Kreisen als regional höchste Spielklasse, Punktspiele bestritt. Im Entscheidungsspiel um die Westkreismeisterschaft, das Rundenturnier mit acht Mannschaften wurde punktgleich mit dem Phönix Mannheim abgeschlossen, unterlag seine Mannschaft nach Hin- und Rückspiel am 17. und 25. März 1912 der Mannschaft aus Mannheim mit 0:2; in der Folgesaison belegte seine Mannschaft den fünften Platz.

### Auswahlmannschaft
Als Spieler der Auswahlmannschaft des Verbandes Süddeutscher Fußball-Vereine nahm er am Wettbewerb um den Kronprinzenpokal teil. Nach Freilos und Sieg im Viertel- und Halbfinale gelangte seine Mannschaft ins Finale. In diesem am 18. Februar 1912 auf dem Union-Platz im  Berliner Stadtteil Mariendorf eingesetzt, gewann er mit seiner Mannschaft die Begegnung mit der Auswahlmannschaft des Verbandes Brandenburgischer Ballspielvereine mit 6:5.

## Erfolge
- Zweiter der Westkreismeisterschaft 1912
- Kronprinzenpokal-Sieger 1912